# Pittsburgh Keystones
Pittsburgh Keystones je bil profesionalni hokejski klub iz Pittsburgha. Sestojil je iz skupine domačinov iz Univerze v Pittsburghu in višje šole Carnegie Tech, ki so v klubu delovali na prelomu iz 19. v 20. stoletje. Klub je začel kot amatersko hokejsko moštvo, ki je tekme igralo ob sobotah popoldne v dvorani Schenley Park Casino. 
Ko je dvorana pogorela do tal leta 1896, so Keystonesi in vsa ostala amaterska moštva iz Pittsburgha svoje tekme začeli igrati v novi dvorani Duquesne Gardens. Dvorana je zaradi svojega umetnega drsališča privabljala mnoge hokejiste iz Kanade. Leta 1901 se je klub pridružil ligi Western Pennsylvania Hockey League. Danes imamo Keystonese za eno prvih moštev, ki je svoje hokejiste plačevalo.
Poleti 1902 je Harry Peel, hokejist kluba v sezoni 1901/02, priznal, da so mu plačevali 35 $ na teden za igranje v t. i. amaterski ligi in tako nobena amaterska moštva niso več igrala proti moštvom lige WPHL, brez da bi jih suspendirali kanadski ali ameriški funkcionarji. Peela je kasneje suspendirala liga Ontario Hockey Association in njegovo prošnjo so dvakrat zavrnili, 10. decembra 1903 in 30. novembra 1904. Kakorkoli, do sezone 1903 je WPHL postala znana kot polno profesionalna liga. 
Naslednjo sezono je klub Portage Lakes Hockey Club iz Houghtona začel profesionalno ligo, ki je proti Pittsburghu igrala profesionalne ekshibicijske tekme. V ligo so nato v lovu za igralci kova Riley Hern in Bruce Stuart kmalu vdrla moštva iz Pittsburgha. To je privedlo do izstopa Keystonesov iz lige 17. januarja 1903. Igralci so se razpršili v ostala tri WPHL moštva. 